# Cratone Hearne

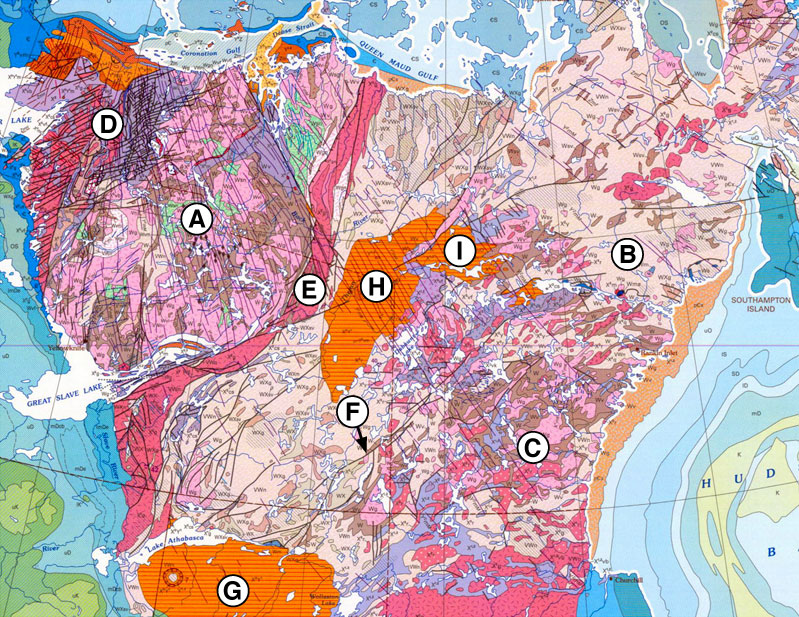
Mappa geologica del Canada nordoccidentale. Il cratone Hearne è contrassegnato dalla lettera C.

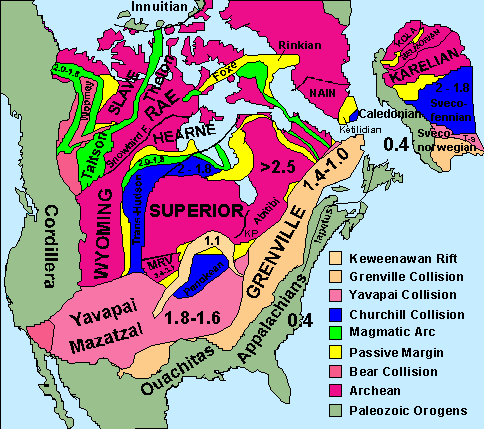
Paleo mappa dei cratoni, basamenti cristallini e cinture orogenetiche del Nord America e Scandinavia.

Il cratone Hearne è un cratone situato nella parte settentrionale del Canada che, assieme al cratone Rae forma il cratone Churchill (o Provincia Churchill). 
Il cratone Hearne è uno dei sei cratoni archeani dello scudo canadese (assieme al cratone Slave, cratone Rae, cratone del Wyoming, cratone Superiore, cratone Nain) che sono legati assieme da una cintura orogenetica del Paleoproterozoico. Prima di suturarsi assieme, questi cratoni formavano microcontinenti indipendenti.

## Situazione geologica
Il cratone Hearne è separato dal cratone Rae dalla zona tettonica Snowbird (in inglese Snowbird Tectonic Zone, abbreviata in STZ), lunga 2.000 km. Nel corso del Neoarcheano e del Paleoproterozoico la STZ giocò un ruolo importante al momento dell'iniziale assemblaggio del cratone Churchill e della sua successiva rielaborazione. La STZ è una registrazione di eventi tettonici del Neoarcheano, simili in scala alle moderne cinture orogenetiche.
Al momento della formazione della Laurentia avvenuta tra 2,0 e 1,7 miliardi di anni fa, i cratoni Hearne e Rae formavano una striscia centrale sulla quale andarono in accrezione i cratoni Slave, Superiore e Wyoming. La striscia è delimitata da una serie di orogeni: a sud la Trans-Hudson datata a 1,92-1,69 miliardi di anni fa; a ovest la Taltson-Thelon (risalente a 2,0-1,9 miliardi di anni fa) e la Wopmey, datata a 1,97-1,84 miliardi di anni fa.
I cratoni Hearne e Rae subirono un grande rimescolamento durante l'assemblaggio della Laurentia e furono ricoperti da sequenze paleoproterozoiche. Sul cratone Hearne la più estesa di queste sequenze è una serie di depositi continentali e marini noto come Gruppo di Hurwitz, che è costituito da una serie di cinture orientate in senso nord-est e che copre una superficie di 150.000 km2. Un sinclinale ripiegato nel basamento archeano nella parte centrale del cratone ha una serie di pieghe che si alternano con una frequenza di 35-45 km. 
Nella parte sudoccidentale del cratone Hearne, rocce continentali siliciclastiche, note come Gruppo di Kiyuk, si sovrappongono al Gruppo di Hurwitz. Entrambi i gruppi sono ricoperti da un forte spessore di pieghe e faglie da sovrascorrimento.

## Oceano Manikewan
L'oceano Manikewan, così denominato da Stauffer nel 1984, iniziò ad aprirsi lungo il margine sudorientale del cratone Hearne circa 2,075 miliardi di anni fa e raggiunse un'ampiezza di 5.000 km dopo un centinaio di milioni di anni. Collisioni di arco intraoceaniche diedero luogo all'Amisk Collage e alla cintura di rocce verdi di Flin Flon e Glennie Complex attorno a 1,92-1,88 miliardi di anni fa.
Attualmente queste strutture paleoprotozoiche dell'orogenesi trans-hudsoniana saldano tra loro i cratoni archeani Hearne e Superiore.
Mentre l'oceano continuava a chiudersi, attorno a 1,86-1,85 miliardi di anni fa si formò un plutone ad arco di tipo Andino, noto come batoliti di Wathaman. La subduzione dell'oceano Manikewan si arrestò quando l'arco di La Ronge andò a collidere con il cratone Hearne. La chiusura definitiva dell'oceano, avvenuta attorno a 1,83 miliardi di anni fa quando i cratoni Hearne, Superiore e Sask si fusero con il complesso Flin Flon-Glennie, fu seguita da un periodo di metamorfismo che raggiunse il picco attorno a 1,82.1,8 miliardi di anni fa. La cintura mobile Manikewan copre attualmente un'area di circa 600.000 km2, ma è ricoperta da arenaria del bacino di Athabasca, risalente al medio Proterozoico.